# エリザベス・ロフタス
エリザベス・ロフタス（Elizabeth F. Loftus, 1944年10月16日 - ）は、アメリカ合衆国の認知心理学者。抑圧された記憶の概念に対する批判やのちに与えられた情報などによって変容する偽りの記憶（虚偽記憶）の生成について研究している。実験室内に留まらず、幼児期の性的虐待の誤った記憶など、研究の成果を広く司法の場に反映していることでも知られる。記憶と目撃証言に関する研究の第一人者である。ロフタスは2002年、20世紀で最も影響力のある100人の心理学研究者の58番目に選出され、女性では最高位であった。

## 経歴
カリフォルニア州ロサンゼルス生まれ。1966年にカリフォルニア大学ロサンゼルス校で数学と心理学の学士号を取得。1967年にはスタンフォード大学で心理学修士号、1970年に同大学で心理学博士号(Ph.D.)を取得している。
ロフタスは様々な裁判に参加しているが、訴追側にはほとんど回らないため訴える側からの評判は非常に悪い。ロフタスは、テッド・バンディ、O・J・シンプソン、一連のヒルサイド・ストラングラー（丘の上の絞殺魔）たち、マクマーティン保育園裁判の従業員などの裁判にも参加してきた。
2006年8月に、イラク戦争におけるCIAリーク事件関連のルイス・リビーの裁判で司法の場に呼ばれたが、彼女の研究の方法論の不備が指摘された。彼女はほとんどの陪審員が記憶をビデオテープのようにみなしていたと著書で述べたが、実際には陪審員になる可能性のある人物の46%しかそのようには思っていなかったと検事パトリック・フィッツジェラルドは指摘した。
現在、 カリフォルニア大学アーバイン校の心理学科、社会行動学科、犯罪・法律および社会学科、認知科学学科の特別教授、学習と記憶の神経細胞学センターフェロー。また、シアトルのワシントン大学教授も兼任。アメリカ芸術・科学アカデミー(American Academy of Arts and Sciences)会員。元アメリカ心理学協会（科学的心理学会の前身）会長。スケプティカル・インクアイアリー（懐疑論者）「CSICOP」執行委員。法律学の教授でもある。ロフタスは偽記憶症候群財団の科学者・専門家諮問委員会のメンバーでもある。
2011年9月16日には、日本心理学会第75大会にて日本大学百周年記念館アリーナで招待講演を行った。

## 学説
ロフタスの長年の主張は、ケッチャムとの著書『抑圧された記憶の神話』(1994年)にて簡潔に表現されている。以下、邦訳2章（わずか8ページである）からの引用になる。
1. 私は記憶の可変性の権威だとみなされている。（中略）裁判に携わる人にこう警告する。記憶は自在に変化し、重ね書きが可能だ。無限に書いたり消したりできる広画面の黒板のようなものだ、と。（後略）
2. 私はこのような比喩が好きだ。記憶が脳のどこかで永遠に保持されるという、よくある説明に対抗する比喩だからである。記憶は記録されたコンピュータ・ディスクや、書類キャビネットに大切に保管された堅固なファイルに例えられることが多い。（後略）
3. 記憶に対する見方は、記憶を事実そのものだと考えるビデオレコーダー的なモデルから、記憶を事実と空想の入り混じった創造的産物だと考える再構成的なモデルへと変化してきた。私の研究は、この新しい記憶のパラダイムの創出に貢献してきたと思う。（後略）

ロフタスの主張は、まとめるとこのような「脳内で記憶は認知的事実（見たもの、聞いたもの）が保存されているわけではない」「記憶の想起（思い出すこと）は、記憶の動的モデル（思い出す時に再構成されている）」という主張に尽きる。

### ジェーン・ドウのケース
ロフタスとワシントン大学は、2003年にニコル・タウにより、タウをケーススタディとして扱った2002年の出版物に対し、抑圧された記憶・回復した記憶についての正確性に関し訴えられた。その訴訟はプライバシー侵害およびその他の不法行為のためのものであった。結果は、ロフタスに対する21の訴状のうち20は"市民参加に対する戦略的な訴訟"として退けられた。2007年2月、カリフォルニア最高裁大法廷は、タウの義母に対するインタビューの中で「ロフタスがコーウィンの上司である」と誤って述べたとする主張以外の全ての訴状を却下した。このケースは、2007年にロフタスの保険会社が裁判と法的な経費を支払うより7,500ドルの和解金を支払うことに同意して一応の解決を見た。2007年の11月、タウは他の訴訟による246,000ドルの支払いを要求した。
2009年、ロフタスは彼女自身によるこのケースの分析結果を出版した。

### 批判
「回復した記憶の理論」への批判および記憶の性質と保育園などでの性的虐待の可能性に対する社会的恐怖の一部に見られた虚偽の児童性的虐待の主張について証言した後で、ロフタスはダイアナ・ナポリによるネット上での誹謗中傷を受けた。陰謀論者であるナポリは、ロフタスが悪魔的儀式虐待またはより巨大な陰謀の一部であるこれらの犯罪を隠蔽する仕事をしていたと信じていた。ニュージーランドでの学術的な会議で演説した後で、ロフタスは、ナポリのWebの記事を論拠とし、ロフタスが子供を虐待していると非難する抗議グループによって詰め寄られたことがあった。「幼児と女性に対する犯罪を擁護する学者」として脅迫も相次ぎ、一時期はボディガードを付ける生活も送っていた。

### 影響
ロフタス本人のいくつかの証言のうち、ホロコーストに関するものをマイケル・シャーマーが一部を紹介・考察している。シャーマーは同書において、1987年にロフタスが、10万人のユダヤ人殺害に手を貸したと訴えられた被告の証人を依頼され、結局は証言できなかった彼女を批判はせずにいる。なぜなら、彼女はユダヤ人であり、被告人を有罪とする目撃者の記憶は「科学的に言うと確かとは言えない」とする彼女の立場の苦しさは理解でき得るからというものであった。実際、シャーマーの引用によると証人のうち5人は被告人が有罪とする証言をしたが他の23人は明言せず、結局はその被告人は無罪になったという。ロフタスが、被告人を有罪と証言する発言と有罪かどうかは分からないと証言する発言の、どちらも古い記憶に基づくものであり信頼性は高くないと仮に証言していた場合、判決がどうなっていたかは分からない。
ロルフ・デーケンは、著書『フロイト先生のウソ』にて、「『ほんの些細な暗示によって記憶が書き換えられてしまうことから考えても、過去の出来事の映像がそのままの形で記憶のなかに保存されているなどということはまったくあり得ない話である』と心理学者エリザベス・F・ロフタスは指摘している」（文庫版199ページより引用）という形で彼女の発言を引用することで、「心のどこかに、過去の体験の映像が完璧な形で保存されている？」という節のフロイト流精神分析学における無意識の存在の否定の根拠の一つとしている。
スーザン・クランシーは、著書『なぜ人はエイリアンに誘拐されたと思うのか』にて、「記憶の研究における世界的な権威であるエリザベス・ロフタスは、実際には起きていない心的外傷体験の記憶をつくりだした人たちの事例を数多く研究している。」と紹介することで、アブダクション（地球外生命体、いわゆる宇宙人に誘拐されたとされる事件）が偽りの記憶であることを示唆している。

## 主な著書
- Eyewitness Testimony (1979) ISBN 0-674-28777-0 (西本武彦訳『目撃者の証言』誠信書房, 1987, ISBN 4-414-30263-3)
- Witness for the Defense:The Accused, the Eyewitness and the Expert Who Puts Memory on Trial (1991) ISBN 0-312-08455-2 (Katherine Ketchamとの共著, 厳島行雄訳『目撃証言』岩波書店, 2000, ISBN 4000252895)[16]
- The Myth of Repressed Memory : False Memories and Allegations of Sexual Abuse (1994) ISBN 0-312-14123-8 (Katherine Ketchamとの共著, 仲真紀子訳『抑圧された記憶の神話』誠信書房, 2000, ISBN 4-414-30290-0)[16]